# LiveCode
LiveCode (inicialment Revolution) és un entorn de Desenvolupament Ràpid d’Aplicacions i de llenguatge de programació, llençat per la societat LiveCode, ltd. el 2001.
Aquest és multiplataforma i typeless; per tant, es troba disponible en diverses plataformes com IOS, Android, Windows, Linux, MacOS i Servidors web, i permet als desenvolupadors crear una àmplia gamma d’aplicacions per a diversos sistemes operatius sense haver de transcriure els llenguatges especialitzats de cadascun; és a dir, mitjançant un únic codi font. D’aquesta manera, els usuaris no necessiten ser experts en llenguatge de programació, sinó que n’hi ha prou amb saber quines eines permeten construir el software en els diferents sistemes operatius. Aquest tipus de llenguatge s'anomena LiveCode Script (anteriorment MetaTalk), i forma part de la família de llenguatges de programació xTalk, com HyperTalk de HyperCard. LiveCode té aproximadament 2950 termes de llenguatge i paraules clau integrats, i es pot ampliar amb biblioteques externes escrites en C i altres llenguatges de baix nivell.
LiveCode consta d’un constructor d'interfície gràfica, el qual elimina la necessitat d’aprendre a accedir a les interfícies de programació individuals per a cada sistema operatiu, així com de les eines necessàries per a desenvolupar aplicacions anònimes o en segon pla; entre les quals es troben les aplicacions mòbils, de software d’escriptori i de servidor/CGI.
L'entorn té també una programació orientada a esdeveniments i basada en objectes (object-based); és a dir, en el primer cas, com que les aplicacions estan impulsades per les accions de l'usuari, LiveCode observa constantment l'ordinador intentant identificar accions comunes (com fer clic en un botó o escriure en un camp) i les cataloga com a esdeveniments, enviant un missatge cada vegada que succeeix un d'aquests esdeveniments. Aquest missatge serveix per a col·locar codis de programació dins l'objecte més rellevant de l'acció (com per exemple el botó), indicant-li com ha de respondre quan es fa clic en ell. A partir d'aquí, l'usuari pot escollir quins esdeveniments seran definitius per a cada objecte. En el segon cas, els objectes de l'aplicació (com els camps de text, els menús o els botó) es creen abans d'adjuntar-los el codi perquè aquests responguin a l'esdeveniment desitjat.

## Història
Inspirat per l'HyperCard, LiveCode va ser llençat l'onze de juliol de 2001 per la companyia LiveCode ltd. (inicialment anomenada Cross Worlds Computing i Runtime Revolution), fundada el 1997 per Kevin Miller i amb la seu a Edimburg, Escòcia. Inicialment, aquest entorn es va anomenar “Revolution” i es va basar en la tecnologia de MetaCard; fins que el 2003, Runtime Revolution la va adquirir de MetaCard Corporation, obtenint així el control sobre tots els aspectes de la tecnologia i la direcció comercial del producte. Durant els següents anys, "Revolution" va ser reconegut pels noms Transcript i RevTalk; fins que el novembre de 2010 va ser reanomenat "LiveCode", nom que conserva en l'actualitat. El març de 2015, l'empresa va ser reanomenada "LiveCode Ltd.", per unificar el nom de l'empresa amb el producte.
La primera versió que es va implementar a la web es va llençar el 2009. Inicialment, LiveCode només s'executava en Android, MacOS Windows 95 a Windows 10, Raspberry Pi, i diverses variacions d'Unix, incloses Linux, Solaris i BSD. No va ser fins al desembre de 2010, que es va llençar la versió per a IOS (IPhone i IPad).
A partir d'aquí, es van anar publicant múltiples versions que ajudaven a millorar l'entorn, tot afegint noves funcions tant per a Android com per a IOS, i eliminant els errors sorgits. No va ser fins a l'abril de 2013 que es va realitzar un canvi important, ja que es va publicar la primera versió de codi lliure/obert, anomenada "LiveCode Community Edition 6.0", després d'una campanya de micromecenatge reeixida a Kickstarter. El 24 de juny del mateix any, la base del codi es va tornar a llicenciar i LiveCode es va llençar, per primera vegada, com a programari oficialment lliure i obert; és a dir, gratuït.
La versió 8.0, publicada el 12 de març de 2015, també va suposar una important millora per a la plataforma, ja que aquesta va incloure un nou llenguatge de desenvolupament separat, conegut com a "LiveCode Builder", el qual era capaç de crear noves classes d'objectes anomenats "widgets". En versions anteriors, el conjunt de classes d'objectes era fix, i només es podia millorar mitjançant l'ús de llenguatges procedimentals ordinaris com C. El nou llenguatge, que s'executava en el seu propi IDE, era una desviació del paradigma de transició xTalk perquè permetia la mecanografia de variables. Tot i això, els dos llenguatges de programació (LiveCode Script i LiveCode Builder) es van integrar plenament i, a part d'incorporar la capacitat de crear nous objectes, el desenvolupament en LiveCode va procedir de la manera normal, dins l'IDE establert.
El 31 d'agost de 2015 als Estats Units, una segona campanya de micromecenatge per portar HTML 5 a LiveCode va assolir els objectius de finançament de gairebé 400.000 dòlars. Així doncs, el llançament de LiveCode 8.0 DP4 va ser el primer a incloure una opció de desplegament independent a HTML 5.
Actualment, l'última versió estable de LiveCode és la 9.6.10, llençada el 29 d'agost de 2023.